# Jeroen Diepemaat
J.B. (Jeroen) Diepemaat (Hengelo, 1 april 1989) is een Nederlands bestuurskundige, politicus en bestuurder. Hij is lid van de VVD. Sinds 23 oktober 2024 is hij burgemeester van Losser. 

## Jeugd en loopbaan
Diepemaat is geboren in Hengelo en getogen in Borne en Almelo met zijn vader, moeder en zus. Hij ging naar het Pius X College. Hij verhuisde in 2006 voor zijn studie naar Enschede en studeerde er eerst elektrotechniek en later bestuurskunde aan de Universiteit Twente. Vanaf 2014 was hij werkzaam voor TSN als beleidsadviseur, accountmanager, bestuurssecretaris en manager communicatie & facilitair.

## Politieke loopbaan
Diepemaat was al sinds zijn jeugd en tijdens zijn studie politiek actief voor de JOVD en van mei tot november 2007 was hij er algemeen secretaris en van november 2007 tot november 2009 landelijk voorzitter. In 2010 stond hij op plaats 48 van de kandidatenlijst van de VVD voor de Tweede Kamerverkiezingen 2010. Van mei 2010 tot mei 2012 was hij bestuurslid van LYMEC, de koepelorganisatie van liberale politieke jongerenorganisaties in Europa, en werd hij verantwoordelijk voor het pers- en communicatiebeleid. Van mei 2012 tot juni 2014 was hij er voorzitter.
Diepemaat was vanaf januari 2007 fractiemedewerker van de VVD in Enschede. Van maart 2010 tot juli 2018 was hij namens de VVD lid van de gemeenteraad van Enschede. Als gemeenteraadslid was hij woordvoerder op het gebied van onder andere verkeer, veiligheid, studentenzaken en het stadsdeel centrum. In 2014 werd hij herverkozen en had hij in zijn portefeuille verkeer en veiligheid en heeft hij zich ook bezighouden met cultuur, jeugdzorg en wonen. Daarnaast was hij voorzitter van de stadsdeelcommissie centrum en een van de vier voorzitters van de stedelijke commissie. In die rol heeft hij onder andere de vergaderingen over de garantstelling aan FC Twente voorgezeten.
Diepemaat was vanaf 16 juli 2018 wethouder van Enschede. Tot 23 juni 2022 was hij de 3e locoburgemeester en stadsdeelwethouder van Noord. In zijn portefeuille had hij Bedrijventerreinen, Beleid bestemmingsplannen, Citymarketing, Cultuur, Evenementenbeleid, Grondbedrijf & vastgoedbedrijf, Omgevingswet, Ruimtelijke Ontwikkeling Stadscampus & binnenstad, Wonen en Toerisme & recreatie. Vanaf 23 juni 2022 was hij de 2e locoburgemeester en stadsdeelwethouder van Centrum. In zijn portefeuille had hij Ruimtelijke ontwikkeling (incl. projecten Kennispark, Technology Base, Stadscampus/binnenstad, Spoorzone), Economie (inclusief circulaire economie) & acquisitie, Innovatie, Grondbedrijf /Vastgoedbedrijf & huisvesting, Wonen, Warmtevisie, Beleid bestemmingsplannen, Omgevingswet, Bedrijventerreinen, Toerisme & recreatie, Evenementenbeleid & citymarketing, Cultuur en WMO (individuele voorzieningen).

## Burgemeester van Losser
Diepemaat werd op 23 oktober 2024 burgemeester van Losser. Hij kreeg Openbare orde & veiligheid, Brandweer, Bestuurlijke integriteit, Internationale betrekkingen, Interbestuurlijke samenwerking, Bestuurszaken, Publiekszaken, inclusief verkiezingen en Automatisering & informatievoorziening in zijn portefeuille. Hij werd lid van het algemeen bestuur van de Veiligheidsregio Twente en van de EUREGIO.

## Persoonlijk
Diepemaat is gehuwd en heeft twee kinderen.